# Харолд Пинтър
 Харолд Пинтър (на английски: Harold Pinter) е британски драматург, поет, режисьор и актьор. Носител на Нобелова награда за литература за 2005 година.

## Биография и творчество
Роден е на 10 октомври 1930 г. в Източен Лондон. Учи в Кралската академия за драматично изкуство. Той е един от най-значимите драматурзи в Англия за втората половина на 20 век. Пиесите му съдържат обикновени персонажи и обстановки, като той им добавя атмосфера на страх, ужас и мистерия. Специфичното напрежение, което се създава, често произлиза от дългите паузи между репликите. Неговите пиеси често засягат борбата за власт, в която целите са мрачни, а причините за победа или поражение са неопределени. Като пацифист той често критикува военната политика на САЩ и Великобритания в Близкия изток.
През 1995 г. Харолд Пинтър посещава София, за да приеме титлата Почетен доктор на СУ „Свети Климент Охридски“. При получаването ѝ изнася кратка публична лекция  и по-късно присъства на представление на Завръщане у дома. Събраните съчинения на Пинтър са издадени на български език в двутомно издание през 2006 г.
След дълга борба с рака на гърлото, Пинтър почива на 24 декември 2008 г. в дома си в Лондон.